# Diane DiMassa
Diana DiMassa, née en 1959 à New Haven dans le Connecticut, est une auteure de comics américaine.

## Biographie
Cette dessinatrice influencée par Salvador Dalí, Robert Crumb et Alison Bechdel créa sa série et son personnage éponyme, Hothead Paisan, en 1991. En cure de désintoxication, elle se mit à extérioriser ses peurs sous forme de dessins en tant que thérapie. Sa compagne de l’époque découvrit les planches et la poussa à les publier sous la forme d’un fanzine underground trimestriel, intitulé Hothead Paisan : Homicidal Lesbian Terrorist, et qui paraît de 1991 à 1996. Le succès grandissant de la série auprès des féministes lesbiennes lui permit d’être publiée par une maison d’édition de San Francisco.
Sa popularité lui permit aussi de réaliser de nombreuses expositions aux États-Unis et au Canada, et de donner des conférences dans diverses universités. Diane DiMassa a aussi illustré des ouvrages queer.

### Bandes dessinées
- Hothead Paisan : Homicidal Lesbian Terrorist, Pittsburgh, Pa. : Cleis Press, 1993.
- "A Day with Chicken", 3 p. in Gay Comics, no. 22 (Summer 1994).
- "Mightier than the Sorehead : Drawing Pens and Politics",  p. 45-54, The Nation, v. 258, no. 2 (Jan. 17, 1994).
- The Revenge of Hothead Paisan, Homicidal Lesbian Terrorist, Pittsburgh, Pa. : Cleis Press, 1995.
- "Born Queer", p. 60 in Gay Comics, no. 25 (Spring 1998).
- The Complete Hothead Paisan : Homicidal Lesbian Terrorist, San Francisco, Calif. : Cleis Press, 1999.

### Illustrations
- Kathy Acker, Pussycat Fever, Edinburgh : AK Press, 1995.
- Kate Bornstein, My Gender Workbook, 1998.
- Anne Fausto-Sterling, Sexing the Body: Gender Politics and the Construction of Sexuality, 2000.

### Études et présentations
- Dana A. Heller, “Hothead Paisan : Clearing a Space for a Lesbian Feminist”, Folklore, p. 27-44, New York Folklore, v. 19, no. 1/2, 1993
- Roz Warren (dir.), Dyke Strippers: Lesbian Cartoonists A-Z, Pittsburgh, Cleis Press, 1995.
- Kathleen Martindale, "Back to the Future with Dykes to Watch out For and Hothead Paisan", p. 55-76 in Un/Popular Culture, Albany : State University of New York Press, 1997.
- Keridwen Luis, “Words, Culture, and the Boundaries of Sanity in the Works of Diane DiMassa, Charlotte Perkins Gilman, and Sylvia Plath”, Feminista!, 1997.
- Trina Robbins, From Girls to Grrrlz : a history of [female] comics from teens to zines, San Francisco : Chronicle Books, 1999.